# Todd Solondz
Todd Solondz (Newark, 15 ottobre 1959) è un regista e sceneggiatore statunitense.

## Biografia
Todd Solondz è nato a Newark, nel New Jersey, il 15 ottobre 1959. 
Durante l'impiego come corriere presso la Writers Guild of America, ha sviluppato diverse sceneggiature.
Solondz ha conseguito la laurea in inglese presso l'università di Yale e ha frequentato il Master of Fine Arts in cinema e televisione alla New York University, senza tuttavia portarlo a termine.
Nei primi anni '90 ha svolto attività di insegnamento di inglese presso la NYANA. 
Solondz si dichiara ateo; in un articolo di AV Club intitolato "C'è un Dio?", ha affermato: "Sono ateo, quindi non credo nell'esistenza di Dio, ma potrei sbagliarmi".

### Anni '80
Il cortometraggio studentesco di Todd Solondz, Schatt's Last Shot, prodotto nel 1985, è stato proiettato almeno una volta nel 1986.  Il protagonista, uno studente liceale aspirante a Stanford, subisce la disapprovazione del suo insegnante di educazione fisica, il quale lo boccia a causa di un fallimento in un tiro a canestro. Le sue difficoltà si estendono alle relazioni sentimentali, mentre nutre un'ammirazione per l'allenatore, sfidandolo ad una partita uno contro uno.

### Anni '90
Le difficoltà riscontrate nella realizzazione del suo primo lungometraggio indussero Solondz a interrompere la collaborazione con il settore cinematografico. Oltre cinque anni più tardi, un amico legale incoraggiò Solondz a riconsiderare la sua posizione, offrendogli un parziale finanziamento per un progetto a sua scelta. Ne risultò Welcome to the Dollhouse del 1995, vincitore del Gran Premio della Giuria al Sundance Film Festival. La commedia nera narra le vicende di Dawn Wiener, una studentessa delle scuole medie, miope, con denti mancanti e introversa, vittima di incessanti scherni scolastici e di un rapporto familiare caratterizzato da indifferenza e trascuratezza. A differenza della maggior parte delle pellicole precedenti incentrate sui soprusi adolescenziali, il film si contraddistingue per la complessità della caratterizzazione dei personaggi. Offre un ritratto equilibrato e, a tratti, comprensivo del bullo antagonista Brandon, mentre la rappresentazione di Dawn, apparente protagonista e vittima, la mostra come profondamente imperfetta e talvolta crudele ed egoista. Il film ottenne un notevole successo di critica e un discreto riscontro al botteghino, riscuotendo ampi consensi nei festival internazionali.
La pellicola successiva di Solondz fu Happiness del 1998, un film altamente controverso a causa dei temi in esso esplorati, che spaziano dallo stupro, alla pedofilia, all'incesto, al suicidio e all'omicidio fino ad una bizzarra telefonata sessuale. Dopo che il distributore originale October Films decise di abbandonarlo, il film fu distribuito da Good Machine Releasing. La pellicola ricevette numerosi premi, tra cui l'International Critics' Prize al Festival di Cannes, e vi furono forti elogi da parte della critica per Solondz.

### Anni 2000
Nel 2001, Solondz distribuì il film Storytelling, presentato in anteprima al Festival di Cannes. L'opera, suddivisa nelle sezioni "Fiction" e "Non-fiction", presenta due narrazioni tematicamente connesse, ma strutturalmente autonome. Questa scelta formale, secondo Solondz, rispondeva all'esigenza di "sperimentare nuove strutture e forme narrative, per affrontare in modo inedito un medesimo contesto tematico". Durante la valutazione da parte della MPAA, per ottenere una classificazione diversa da NC-17, Solondz ricevette la richiesta di rimuovere una scena di sesso esplicito tra una donna bianca e un uomo nero. Tuttavia, grazie a una clausola contrattuale, poté ovviare alla censura oscurando parte dell'inquadratura con una sovrapposizione rossa. In seguito, Solondz eliminò una sezione del film (identificata da alcune fonti come sottotrama della seconda storia, da altre come una terza storia a sé stante) contenente una scena di sesso tra due uomini. 
Il successivo lungometraggio di Solondz, Palindromes del 2004, ha suscitato perplessità tra critica e addetti ai lavori per la trattazione di tematiche quali molestie, violenza sessuale e aborto. Come le precedenti opere del regista, Palindromes è ambientato nella periferia del New Jersey ed è stato distribuito negli Stati Uniti senza classificazione.
Life During Wartime, prodotto da John Hart ed Evamere Entertainment e distribuito nel 2009, è stato definito da Solondz stesso un completamento di Happiness e Welcome to the Dollhouse. Sebbene presenti personaggi comuni ai due film precedenti, interpretati da attori diversi e con una continuità narrativa non lineare, le informazioni specifiche sui personaggi e le differenze rispetto a Happiness sono state rese pubbliche nell'agosto 2009. Il film ha debuttato al Telluride Film Festival nel settembre 2009, è stato candidato al Leone d'Oro alla Mostra del Cinema di Venezia ad agosto-settembre 2009, e ha ricevuto il premio Osella per la migliore sceneggiatura.
Nel 2009, Solondz è stato nominato professore associato presso la Tisch School of the Arts della New York University.

### Anni 2010
A luglio 2010, Solondz completò la sceneggiatura del suo successivo lungometraggio, Dark Horse, le cui riprese ebbero luogo nell'autunno dello stesso anno. Con sua sorpresa, la Creative Artists Agency espresse apprezzamento per la sceneggiatura, un evento inedito per la sua filmografia. Il 5 settembre 2011, Dark Horse venne presentato alla Mostra Internazionale d'Arte Cinematografica di Venezia; il 14 ottobre 2011, ebbe la sua première europea al BFI London Film Festival. Il film ricevette un'accoglienza critica mista. Il 23 aprile 2012, Dark Horse fu selezionato come film di chiusura del Maryland Film Festival 2012.
Wiener-Dog debuttò al Sundance Film Festival 2016. Il film narra le vicende di un cane che si sposta tra diverse abitazioni. Amazon ne acquisì i diritti di distribuzione durante il festival. Con un cast corale, il film funge da spin-off del suo precedente lavoro, Welcome to the Dollhouse del 1995, includendo il personaggio di Dawn Wiener. La distribuzione negli Stati Uniti avvenne il 24 giugno 2016, riscuotendo recensioni positive. Nel 2017, si è appreso che Penélope Cruz ed Edgar Ramírez sarebbero stati nel cast del prossimo film di Solondz, Love Child, dark comedy incentrata su una rivisitazione della storia di Edipo.
Nel 2018, Solondz ha debuttato con la sua prima opera teatrale, Emma and Max. Le anteprime sono iniziate il 1° ottobre, la prima ufficiale il 14 ottobre, e la stagione si è conclusa il 4 novembre.
Nel maggio 2019, Solondz ha svolto un incarico di regista in residenza presso il Centro per il cinema e lo schermo dell'Università di Cambridge.

### Anni 2020
Nel 2021, Solondz si è dedicato alla raccolta fondi per il progetto "Love Child", definito come "il mio primo film con una trama lineare e il mio primo film ambientato in Texas", ispirato dai classici di Hollywood che ne hanno alimentato la vocazione registica.
Nel 2024, è stata annunciata la partecipazione di Charles Melton ed Elizabeth Olsen nei ruoli principali. L'inizio delle riprese era previsto per la fine del 2024 tra New York e il Texas, ma a giugno la produzione è stata interrotta a causa dell'insufficienza di finanziamenti.

## Vita privata
Dal 2024, risiede nel Greenwich Village, a New York, con la moglie e i due figli.

## Filmografia
- Feelings (1984) -  cortometraggio
- Schatt's Last Shot (1985) - cortometraggio
- Fear, Anxiety & Depression (1989)
- Fuga dalla scuola media (Welcome to the Dollhouse) (1996)
- Happiness - Felicità (Happiness) (1998)
- Storytelling (2001)
- Palindromes (2004)
- Perdona e dimentica (Life During Wartime) (2009)
- Dark Horse (2011)
- Wiener-Dog (2016)